# Anyphaena crebrispina
Anyphaena crebrispina là một loài nhện trong họ Anyphaenidae.
Loài này thuộc chi Anyphaena. Anyphaena crebrispina được Ralph Vary Chamberlin miêu tả năm 1919.